# Kościół św. Katarzyny PM w Turzy
Kościół św. Katarzyny PM w Turzy – rzymskokatolicki kościół parafialny, znajdujący się w miejscowości Turza, należącej do powiatu tarnowskiego województwa małopolskiego.

## Historia kościoła
Kościół zbudowano w latach 1912-1916 według projektu i pod kierunkiem Jana Grabowskiego. Konsekrowany został przez biskupa tarnowskiego Leona Wałęgę 20 maja 1928.  
To świątynia neogotycka, z cegły i kamienia, kryta blachą, jednonawowa, z węższym prezbiterium. Od frontu wieża, wewnątrz sklepienia krzyżowo-żebrowe. Polichromia wnętrza ornamentalna z 1930 roku. W skład wyposażenia wnętrza wchodzą trzy ołtarze neogotyckie (wykonane po 1920) - w głównym ołtarzu obraz Matki Bożej z Dzieciątkiem z XVII/XVIII wieku. Chrzcielnica pochodzi z ok. 1845 r., natomiast kropielnica, sygnowana gmerkami i znakami kamieniarskimi oraz datą „1422”, posiada cztery znaki herbowe: Nałęcz, Topór, Strzemię i nierozpoznany. Neogotyckie konfesjonały, ambona, ławy i feretrony pochodzą z pocz. XX wieku.  
Kościół kilkakrotnie odnawiano, m.in. w latach 1969–1970 oraz 2012–2016.   